# Palazzo Trivulzio
Palazzo Trivulzio è un palazzo storico situato nel centro di Milano, in piazza Sant'Alessandro n. 6.

## Storia
Le prime notizie del palazzo si hanno nel XVI secolo, quando ancora apparteneva alla famiglia Corio-Figliodoni-Visconti: nei primi anni del Settecento, il marchese Giorgio Trivulzio acquistò il palazzo, per poi affidarne a Giovanni Ruggeri la ristrutturazione e il rimaneggiamento tra il 1707 e il 1713. In tempi meno recenti il palazzo divenne famoso per due principali motivi: il primo erano le lussuose feste che vi si tenevano negli interni, riempiti di arredi sfarzosi, soffitti decorati, camerieri in livrea dorata ed elaborati e numerosi candelabri che illuminavano a giorno le stanze del palazzo.
Il secondo motivo di celebrità del palazzo era le collezioni ospitate al suo interno: il primogenito di Giorgio Trivulzio, Alessandro Teodoro, fondò la Biblioteca Trivulziana; le sale erano ornate con dei bellissimi arazzi disegnati dal Bramantino raffiguranti l'allegoria dei mesi. Sparsi per tutto il palazzo erano una serie di cimeli dall'età romana al rinascimento, dal sigillo segreto di Ludovico Sforza alla Coppa di Nerone, ma soprattutto un manoscritto di Leonardo Da Vinci, conosciuto come Codice Trivulziano. Tutti i cimeli e le opere d'arte rimasti del palazzo, sono ora esposti nei Musei del Castello Sforzesco.

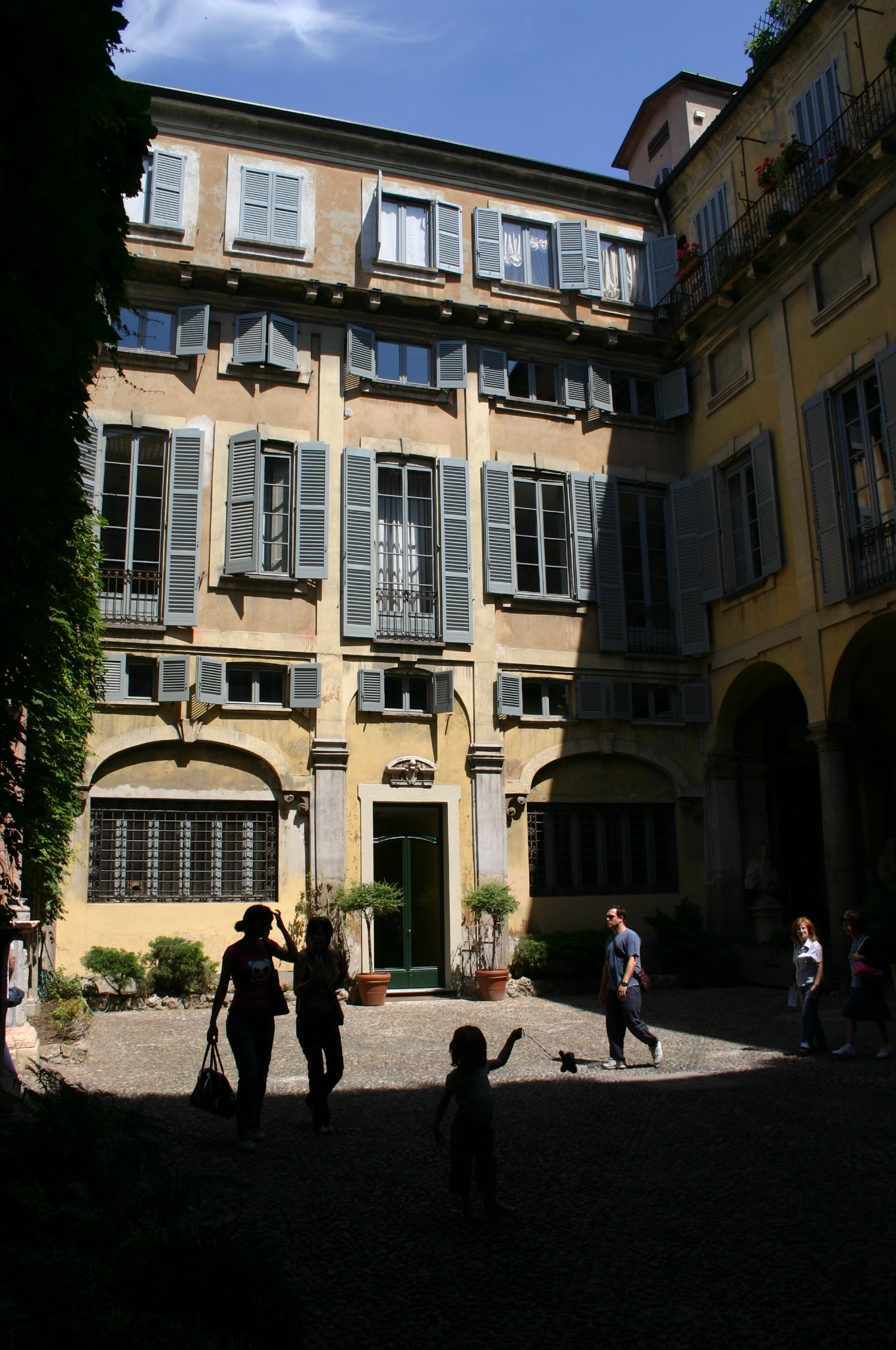
Il cortile interno

Nel 1808 il palazzo diede i natali a Cristina Trivulzio, che grazie alla turbolenta relazione con Emilio Barbiano Belgiojoso, e il suo prematuro divorzio a vent'anni, fu al centro delle cronache scandalistiche di allora, provocando scalpore nella nobiltà benpensante milanese. Si trasferì in seguito a Parigi, dove frequentò i migliori salotti letterari, per poi mettersi a capo di un battaglione di volontari durante i moti risorgimentali del 1848.

## Architettura
Dopo i vari rimaneggiamenti subiti durante gli anni, l'aspetto attuale del palazzo è settecentesco: esso può essere rappresentato come uno dei primi esempi di architettura rococò della città. La facciata color panna che dà sulla piazza ha un aspetto molto semplice per l'architettura dell'epoca, tuttavia la sua semplicità contrasta con l'elaboratezza del portale con stipiti in granito e sormontato da un balcone ornato con una fitta trama di ferro battuto: sopra la porta finestra del primo piano, è possibile notare lo stemma della famiglia Trivulzio.
Come già precedentemente detto il palazzo, in epoche meno recenti era celebre per gli arredi sfarzosi al suo interno: di quegli arredi ben poco è rimasto nel palazzo, se non qualche elemento architettonico come portali, fontane e lo scalone d'onore.